# Зграда фирме „Јакшић и Амбрози”
Зграда фирме „Јакшић и Амбрози” подигнута је 1886. године у главној улици Зрењанина, улици краља Александра I Карађорђевића, у оквиру Старог градског језгра, као Просторно културно-историјске целине од великог значаја.
Зграду је подигло Великобечкеречко Друштво за осигурање и депозит „Napholc-Bart” према пројекту градског инжењера Ференц Пелцла. Од 1914. године власник зграде је Торонталска аграрна банка, а тек од 1925. године, трговачка фирма „Јакшић-Амбрози”. (Фрања Јакшић и Теодор Амбрози).
Зграда припада атријумском типу објеката јер излази на Светосавску улицу и са бочним крилима чини затворено унутрашње двориште. Представља једну од најрепрезентативнијих примерака стилске архитектуре са краја 19. века, пословно трговачког садржаја. Фасада обилује раскошном пластичном декорацијом, коју чини богата штуко и гипсана орнаментика, а полихромију јој даје опека у теракот боји. Обрада ентеријера одговара јавној намени објекта. Поред занимљиво обрађених детаља штуко декорације по зидовима хола и степенишног простора, посебна пажња је обраћена на украс од кованог гвожђа која прати ограду степеништа и балкона.
Радови на обнови крова и дела фасаде изведени су у јесен 2015. године.